# Championnat du Maroc de football 1947-1948
Navigation
Édition précédente Édition suivante
La Ligue du Maroc de football 1947-1948 représente la saison 1947-1948 de la LMFA, il s'agit du 33e édition des championnats du Maroc de football.
Le Wydad AC remporte son 1er sacre de champion du Maroc (Division Honneur) avec un total de 52 points sans subir aucune défaite, et se qualifie pour la 1re fois de son histoire en ligue des champions de l'ULNA accompagné par son dauphin l'US Athlétique.

L'USD Meknès remporte le championnat du Maroc (Division Pré-honneur), et accède en division d'élite avec son dauphin le SC Mazagan, à la place d'IC Marocain et Fédala SC.
La MC Oujda remporte le match de la rencontre finale du championnat du Maroc (Division Promotion), et accède en 2e division avec son dauphin le Fath US.

## Calendriers de la saison 1947-48 de la LMFA

### Calendriers de la Division Honneur et Division Pré-honneur
- Clubs de la Division Honneur :

La Division Honneur représente le plus haut niveau de la Ligue du Maroc de Football Association, l'équivalent de l'élite pour cette ligue. Elle est constituée de dix clubs qui s'affrontent à la fois pour le titre de "Champion de la Division Honneur" et celui de "Champion du Maroc", puisqu'il s'agit du plus haut degré.
Les clubs qui la constituent sont :
L'ASPTT : l'Association Sportive des Postes, Télégraphes et Téléphones (Casablanca).
Le FS : Fédala Sports (Fédala).
L'ICM : l'Idéal Club Marocain (Casablanca).
L'OM : l'Olympique Marocain (Rabat).
Le RAC : Racing Athletic Club (Casablanca).
Le SAM : Sporting Athlétique de Marrakech (Marrakech).
Le SM : Stade Marocain (Rabat).
L'USA : Union Sportive Athlétique (Casablanca).
L'USM : Union Sportive Marocaine (Casablanca).
Le WAC : Wydad Athletic Club (Casablanca).
- Clubs de la Division Pré-Honneur :

La Division Pré-Honneur représente le 2e niveau de la Ligue du Maroc de Football Association. Elle est constituée de huit clubs.
L'ASM: Association Sportive de Marrakech (Marrakech).
L'ASR : Association Sportive de Rabat (Rabat).
L'ASTF : l'Association Sportive de Tanger-Fès (Meknès)
Le SCCRN : Sporting Club Cheminots des Roches Noires (Casablanca).
Le SCM: Sporting Club de Mazagan (Mazagan).
Le SCT : Sporting Club de Taza (Taza).
L'USF : Union Sportive de Fès (Fès).
L'USDM : Union Sportive De Meknès (Meknès).
- Calendrier de la Ligue du Maroc pour la Division Honneur et la Division Pré-honneur :

### Calendrier de la Division Promotion (Groupe Casablanca)
- Clubs de la Division Promotion (Groupe Casablanca) :

L'ASPC : Association Sportive Police de Casablanca.
L'ASS : Association Sportive de Settat.
Le CAB : Club Athlétique de Berrechid.
Le COC: Club Olympique de Casablanca.
Le GSM: Gallia Sports Maârifien.
Le TS : Tabac Sports.
L'USB : Union Sportive de Bourgogne.
L'USBJ : Union Sportive de Bir-Jdid.
- Calendrier de la Ligue du Maroc pour la Division Promotion (Groupe Casablanca) :

### Calendrier de la Division Promotion (Groupe Rabat)
- Clubs de la Division Promotion (Groupe Rabat) :

L'ASG : Association Sportive du Gharb.
L'ASK : Association Sportive de Ksiri.
L'ASO : Association Sportive d'Ouezzane.
L'ASS : Association Sportive de Salé.
L'ASSS : Association Sportive de Sidi Slimane.
Le CAP : Club Athlétique de Port-lyautey.
Le CAS : Club Athlétique Slaoui.
Le FUS : Fath Union Sports.
Le KAC : Kénitra Athletic Club.
Le MSR : Maghreb Sportif de Rabat.
- Calendrier de la Ligue du Maroc pour la Division Promotion (Groupe Rabat) :

### Calendrier de la Division Promotion (Groupe Nord)
- Clubs de la Division Promotion (Groupe Nord) :

L'ASAT : Association Sportive d'Ain Taoujdate.
L'ASEL : Association Sportive d'El Hajeb.
L'ASLM : Association Sportive de Meknès.
L'ASPM : Association Sportive Police de Meknès.
L'ASPTTF : Association Sportive des Postes, Télégraphes et Téléphones de Fès.
Le RCM : Rachad Club Meknès.
L'USP : Union Sportive de Petitjean.
- Calendrier de la Ligue du Maroc pour la Division Promotion (Groupe Nord) :

### Calendrier de la Division Promotion (Groupe Oriental)
- Clubs de la Division Promotion (Groupe Oriental) :

L'ASB : Association Sportive de Berkane.
L'ASEA : Association Sportive d'El Aïoun.
L'ASJ : Association Sportive de Jérada.
Le MCO : Mouloudia Club d'Oujda.
L'USO : Union Sportive d'Oujda.
- Calendrier de la Ligue du Maroc pour la Division Promotion (Groupe Oriental) :

### Calendrier de la Division Promotion (Groupe Chaouïa-Sud)
- Clubs de la Division Promotion (Groupe Chaouïa-Sud) :

L'ASB: Association Sportive de Benahmed.
Le CSM : Club Sportif Mellali.
L'OCK: Olympique Club de Khouribga.
Le RCOZ: Rapide Club d'Oued-Zem.
L'USK: Union Sportive de Khénifra.
L'USKT: Union Sportive de Kasbah Tadla.
- Calendrier de la Ligue du Maroc pour la Division Promotion (Groupe Chaouïa-Sud) :

### Calendrier de la Division Promotion (Groupe Sud)
- Clubs de la Division Promotion (Groupe Chaouïa-Sud) :

L'ASI : Association Sportive d'Inezgane.
L'ASSO : Association Sportive de Souirah.
L'OCLG : Olympique Club de Louis-Gentil.
L'USS : Union Sportive de Safi.
- Calendrier de la Ligue du Maroc pour la Division Promotion (Groupe Sud) :

## Résultats des championnats

### Division d'Honneur

#### Classement
Le Wydad AC remporte son premier titre de champion du Maroc. Le Fédala SC est relégué immédiatement en Pré-Honneur et remplacé par l'USD Meknès tandis que l'Olympique marocain affrontera le SC Mazagan en barrage. L'Idéal Club de Casablanca et le Racing AC évitent les barrages grâce à un goal average supérieur au club de Rabat.
Belmahjoub est le meilleur buteur de la saison avec 24 buts,.
Le barème de points servant à établir le classement se décompose ainsi :
- Victoire : trois points ;
- Match nul : deux points ;
- Défaite : un point.

| Rang | Équipe             | Pts | J  | G  | N | P  | Bp | Bc | Diff |
| ---- | ------------------ | --- | -- | -- | - | -- | -- | -- | ---- |
| 1    | Wydad AC           | 52  | 18 | 16 | 2 | 0  | 47 | 20 | +27  |
| 2    | US Athlétique T    | 41  | 17 | 11 | 2 | 4  | 59 | 25 | +34  |
| 3    | SA Marrakech       | 41  | 18 | 8  | 7 | 3  | 23 | 17 | +6   |
| 4    | US Marocaine       | 39  | 17 | 10 | 2 | 5  | 41 | 34 | +7   |
| 5    | CS Marocain CdT P  | 33  | 18 | 4  | 7 | 7  | 26 | 33 | -7   |
| 6    | ASPTT Casablanca V | 32  | 18 | 5  | 3 | 10 | 20 | 36 | -16  |
| 7    | Racing AC          | 31  | 18 | 5  | 3 | 10 | 28 | 37 | -9   |
| 8    | IC Marocain P      | 31  | 18 | 3  | 7 | 8  | 28 | 41 | -13  |
| 9    | Olympique Marocain | 31  | 18 | 4  | 5 | 9  | 16 | 26 | -10  |
| 10   | Fédala SC          | 29  | 18 | 3  | 5 | 10 | 18 | 36 | -18  |

|  | Champion du Maroc et de la Division d'Honneur 1947-1948 Qualification au Ligue des champions de l'ULNA 1948      |
|  | Vice-champion du Maroc et de la Division d'Honneur 1947-1948 Qualification au Ligue des champions de l'ULNA 1948 |
|  | Relégation directe en Pré-Honneur                                                                                |
|  | (T) Tenant du titre (P) Club promu de Pré-Honneur (Cdt) Vainqueur de la coupe du trône                           |

#### Résultats
- Champions :
  - équipe première : Wydad AC
  - équipe réserve : Wydad AC

### Pré-Honneur

#### Classement
L'USD Meknès remporte le championnat de Pré-Honneur.
| Rang | Équipe        | Pts | J  | G | N | P | Bp | Bc | Diff |
| ---- | ------------- | --- | -- | - | - | - | -- | -- | ---- |
| 1    | USD Meknès    |     | 22 |   |   |   |    |    |      |
| 2    | SC Mazagan    |     | 22 |   |   |   |    |    |      |
| 3    | AS Tanger-Fès |     | 22 |   |   |   |    |    |      |
| 4    |               |     | 22 |   |   |   |    |    |      |
| 5    |               |     | 22 |   |   |   |    |    |      |
| 6    |               |     | 22 |   |   |   |    |    |      |
| 7    |               |     | 22 |   |   |   |    |    |      |
| 8    |               |     | 22 |   |   |   |    |    |      |

|  | Promu en Division d'Honneur                             |
|  | Barrage de promotion en Division d'Honneur              |
|  | Relégation en Première Division                         |
|  | (T) Tenant du titre (P) Club promu de Première Division |

#### Résultats
- Champions :
  - équipe première : USD Meknès
  - équipe réserve : USD Meknès

### Division de Promotion

#### Phase de groupe
Groupe Chaouia-Sud
- Champion :

Groupe Oriental
- Champion :

Groupe Rabat-Port Lyautey
- Champion :

Groupe Côtier
- Champion : US Safi

Groupe Chaouia
- Champions :
  - équipe première : Gallia Sports Maarifien
  - équipe réserve : Association Sportive Police Casa

#### Phase finale
Barrage
| Équipe 1       | Résultat | Équipe 2  | Aller | Retour |
| -------------- | -------- | --------- | ----- | ------ |
| ASP Casablanca | ? - ?    | ASPTT Fès | ? - ? | ? - ?  |

Quart de finale
| Équipe 1       | Résultat | Équipe 2     | Aller | Retour |
| -------------- | -------- | ------------ | ----- | ------ |
| Fath US        | 1 - 1    | US Petitjean | 1 - 1 | 0 - 0  |
| ASP Casablanca | 1 - 3    | MS Rabat     | 0 - 2 | 1 - 1  |
| GS Maârifien   | 2 - 4    | MC Oujda     | 2 - 4 | ? - ?  |
| US Safi        | ? - ?    | RC Oued-Zem  | ? - ? | 3 - 0  |

Demi-finales
| Équipe 1 | Résultat | Équipe 2 | Aller | Retour |
| -------- | -------- | -------- | ----- | ------ |
| Fath US  | 4 - 1    | MS Rabat | 3 - 1 | 1 - 0  |
| MC Oujda | ? - ?    | US Safi  | ? - ? | 3 - 3  |

Finale
| Date | Équipe 1 | Résultat | Équipe 2 | Lieu |
| ---- | -------- | -------- | -------- | ---- |
| ?    | MC Oujda | ? - ?    | Fath US  | Fès  |

Champion du Maroc (Promotion)
- Champion : Mouloudia Club d'Oujda

## Barrages

### Accession en Pré-Honneur
- Match barrage pour savoir qui affrontera le 8e et dernier de Pré-Honneur :

| Date        | Équipe 1 | Résultat | Équipe 2 | Lieu       |
| ----------- | -------- | -------- | -------- | ---------- |
| 6 juin 1948 | US Safi  | 3 - 0    | MS Rabat | Casablanca |

Les barrages d'accession en Pré-honneur opposent les deux demi-finalistes perdants du championnat de Promotion à savoir, l'US Safi et le MS Rabat, aux deux derniers de Pré-Honneur, l'AS Rabat et le SC Taza, respectivement 7e et 8e. Avant cela, un match doit départager les deux demi-finalistes perdants de Promotion pou savoir qui affrontera le 8e et dernier de Pré-Honneur. L'US Safi écrase facilement le MS Rabat à Casablanca sur le score de 3-0.
- Matchs barrages pour l'accession en Pré-Honneur :

| Équipe 1 | Résultat | Équipe 2 | Aller | Retour |
| -------- | -------- | -------- | ----- | ------ |
| US Safi  | 4 - 4    | AS Rabat | 3 - 0 | 1 - 4  |
| SC Taza  | ? - ?    | MS Rabat | 0 - 4 | ? - ?  |

L'US Safi défait l'AS Rabat et arrache sa qualification grâce à une victoire 4 buts à 1 au retour à Rabat, malgré une défaite 3-0 à l'aller à Safi.

## Concours du jeune footballeur
- Compétition finale :
  - 1 - Florinda (SCCRN)
  - 2 - Scanella (ASFT)
  - 3 - Ainodovar (OM)
  - 4 - El Hamlichi (RAC)
  - 5 - Montiel (Gallia)
  - 6 - Paolacci (ASPTTC)
  - 7 - Abderrahman (RAC)
  - 8 - Agostini (ASPTTC)
  - 9 - Fertin (RAC)
  - 10 - Bouchaïb Bel Had (WAC)

- Coupe du Jeune Footballeur :
  - Vainqueur : Racing AC

## Palmarès
Championnats
- Division Honneur :
  - Équipe première : Wydad AC
  - Équipe réserve : Wydad AC
  - Équipe junior : Racing AC
  - Équipe cadet : Racing AC
  - Équipe minime : Racing AC

- Division Pré-honneur : 
  - Équipe première : USD Meknès

- Division Promotion : 
  - Équipe première : MC Oujda

- Division Corporatif :
- Équipe première : Club Sportif de l'Énergie

Coupe d'Ouverture
- Finale : Wydad AC *1-1 CA Casablanca

Coupe d'Élite
- Finale : Wydad AC 7-1 Racing AC

Coupe de la Ligue du Chaouïa
- Finale : Wydad AC 2-1 Racing AC

Coupe de la Ligue du Nord
- Finale : USD Meknès 2-0 ASPTT Meknès

Coupe du Maroc
- Finale : CT Marocaine 2-1 SCC Roches Noires

Supercoupe du Maroc
- Finale : Wydad AC 2-2 US Athlétique